# Genio militare (storia romana)
Il Genio militare in epoca romana, fu un corpo formato da ingegneri, architetti, geometri, falegnami, fabbri (sotto il comando nelle singole legioni di un Praefectus fabrum, almeno fino al II secolo a.C.), la cui funzione era di dare un  supporto tecnico alle armate repubblicane e imperiali romane, nel dirigere i lavori durante la costruzione di opere di ingegneria militare. I semplici soldati costituivano invece la manovalanza necessaria per la realizzazione delle costruzioni.
Il compito principale del genio era, pertanto, quello di fornire un adeguato supporto tecnico alle unità combattenti negli spostamenti (con la costruzione dell'accampamento di marcia, di ponti militari, strade, ecc.), nelle operazioni d'assedio di città nemiche (con la realizzazione di macchine d'assedio, rampe e terrapieni, cordoni di mura intorno alle città assediate, ecc.), nella realizzazione di opere a protezione dei confini provinciali (es. vallo di Adriano, limes germanico-retico, castra stativa, ecc.), fino alla costruzione di opere civili in tempo di pace (come le mura a protezione di importanti colonie in nodi strategici "chiave", ad esempio Ulpia Traiana Sarmizegetusa o Aosta; acquedotti, anfiteatri, ponti in muratura, ecc.).

## Attività
Fin dall'antichità gli ingegneri militari erano responsabili degli assedi e della costruzione di fortificazioni, di campi e strade. I più famosi ingegneri dell'antichità furono i Romani, che oltre alla costruzione di macchine da assedio (catapulte, arieti, torri da assedio, ecc.) avevano anche il compito di realizzare accampamenti fortificati da marcia (castra aestiva) e permanenti (castra hiberna) oltre a strade, ponti (come ad esempio il ponte di Cesare sul Reno o quello di Traiano sul Danubio) per permettere migliori movimenti alle loro legioni. Alcune di queste strade sono ancora in uso duemila anni dopo.
Ora se molte di queste attività avrebbero potuto essere affidate a dei civili, vi è da dire che l'esercito romano era una macchina da guerra perfetta che necessitava, però, una propria autonomia, tanto che il servizio del genio, arrivò a controllare direttamente una propria industria. Tutto nacque ovviamente con la prima necessità di realizzare un accampamento sicuro e ben protetto per la notte, al termine di una dura giornata di marcia e a volte anche di guerra.

### A supporto degli spostamenti delle armate durante le "campagne" militari

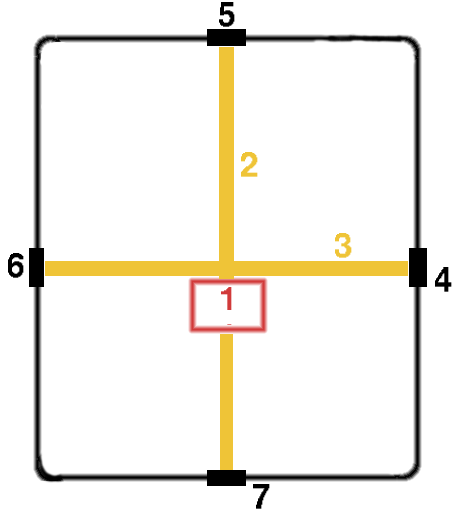
1: praetorium; 2: via Praetoria; 3: via Principalis; 4: Porta Principalis Dextra; 5: Porta Praetoria (porta principale); 6: Porta Principalis Sinistra; 7: Porta Decumana (porta posteriore)

#### Fortificare un accampamento da marcia
La prima funzione affidata al genio, fin dai tempi della Repubblica, fu di realizzare al termine di una dura giornata di marcia e di combattimenti un accampamento ben organizzato e che offrisse sufficiente protezione per la notte seguente. L'organizzazione della costruzione dell'accampamento era affidata al praefectus fabrum e ad un gruppo di genieri (i cosiddetti architecti), i quali avevano il privilegio, considerata la loro capacità tecnica, di essere esonerati da quelle funzioni che spettavano invece al normale legionario, e definiti pertanto immunes. Questi ingegneri utilizzavano, a loro volta, il lavoro manuale dei normali soldati semplici per la costruzione di quanto da loro progettato. Il metator, che precedeva l'esercito in marcia, aveva il compito di trovare il sito adeguato dove porre il castrum. A questo subentrava poi il librator, che aveva il compito di assicurare l'orizzontalità del campo (in seguito ebbe anche compiti collegati all'artiglieria ed alla realizzazione di canali). Il mensor aveva il compito di sistemare le tende delimitando la superficie dell'intera legione (in seguito, anche la riparazione delle macchine da guerra).
Ricordiamo che l'accampamento da marcia doveva essere protetto tutto intorno da una fossa, un agger ed un vallum. Una legione era in grado di costruire un accampamento, anche sotto attacco nemico, in appena un paio d'ore. Fu solo sotto Augusto che le legioni romane furono acquartierate in campi permanenti (castra hiberna) al termine delle loro campagne militari estive (vedi sotto).

#### Costruzione di strade

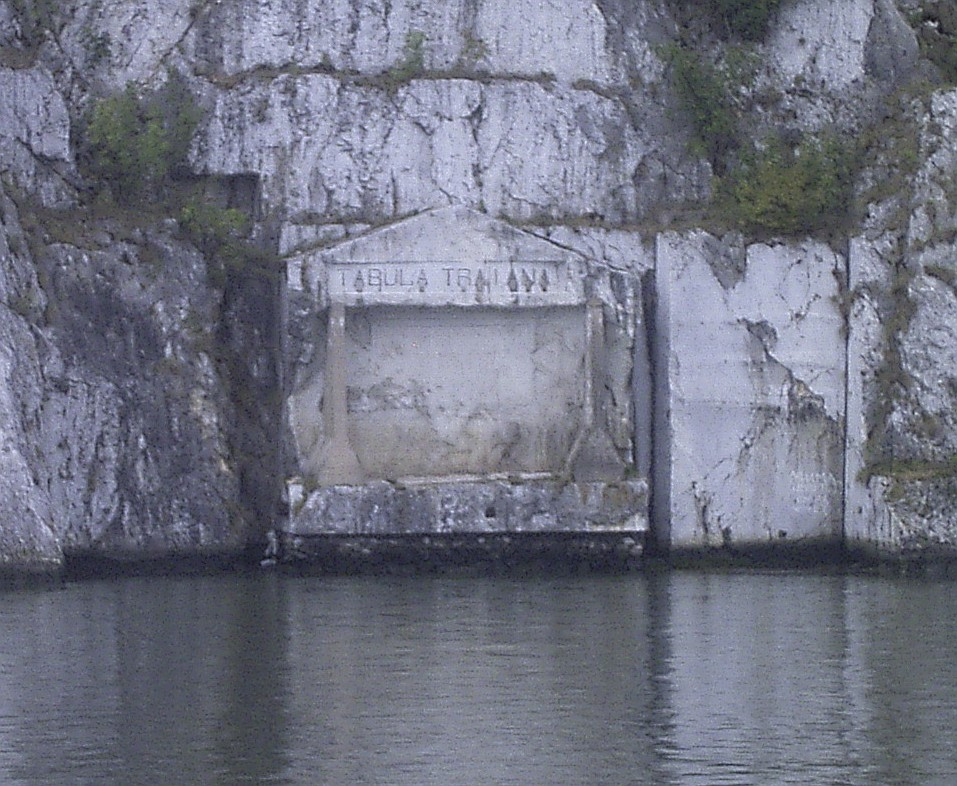
La tabula Traiana testimonia una strada scavata nella roccia, grazie ai genieri dell'esercito romano.

Quando gli eserciti romani invadevano i territori nemici, si rendeva necessaria la costruzione di strade facili da percorrere. È evidente che in questa prima fase, dove la velocità spesso era determinante durante una campagna militare, i percorsi non fossero ancora lastricati. I legionari, su indicazione del genio si limitavano ad abbattere alberi, ad eliminare massi ingombranti (per meglio permettere ai carriaggi di passare), a costruire nella roccia lungo i fianchi delle montagne (come al tempo della conquista della Dacia, oggi ancora visibile con la tabula Traiana), a prosciugare piccole paludi o acquitrini. Spesso capitava che, una volta occupati quei nuovi paesi in modo stabile e permanente, seguisse una fase di civilizzazione con la costruzione di grandi arterie viarie per permettere di meglio difendere e approvvigionare gli eserciti che vi soggiornavano. Poteva, altresì, capitare di costruire interi tratti stradali attraverso territori paludosi come avvenne durante l'occupazione romana della Germania Magna durante il principato di Augusto, sotto il proconsole Lucio Domizio Enobarbo (i cosiddetti pontes longi).
Le strade militari erano, infine, utilizzate dalla popolazione civile ora che l'area era pacificata. Erano talmente ben costruite, grazie a una meticolosa opera di pavimentazione, che ancora oggi è possibile trovarne alcuni tratti integri, come la famosa Via Appia, la prima strada costruita nel 312 a.C., durante la seconda guerra sannitica..

#### Costruzione di ponti militari

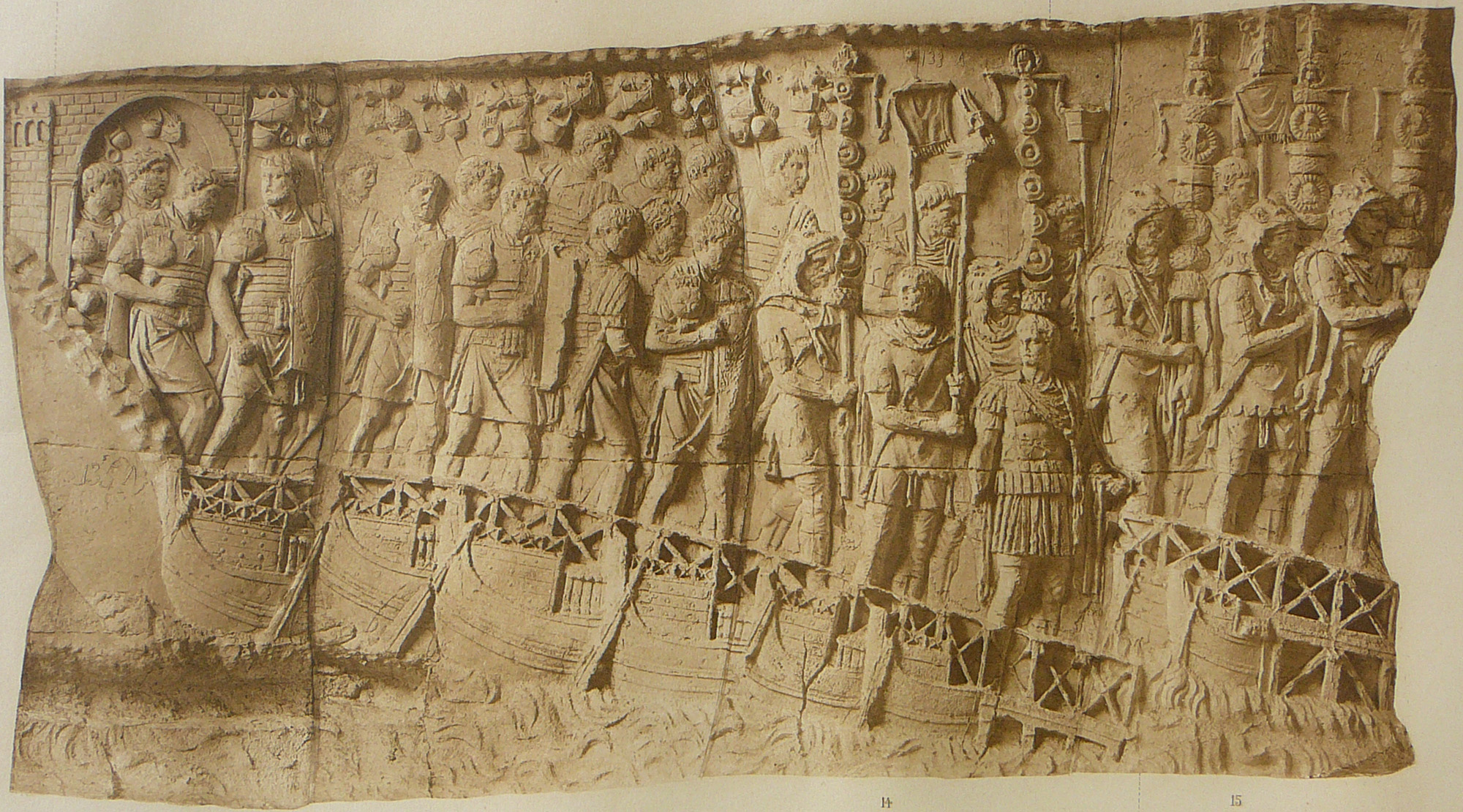
Rilievo di un ponte di barche sulla Colonna traiana, sul quale transita l'esercito romano all'inizio della prima campagna dacica del 101.

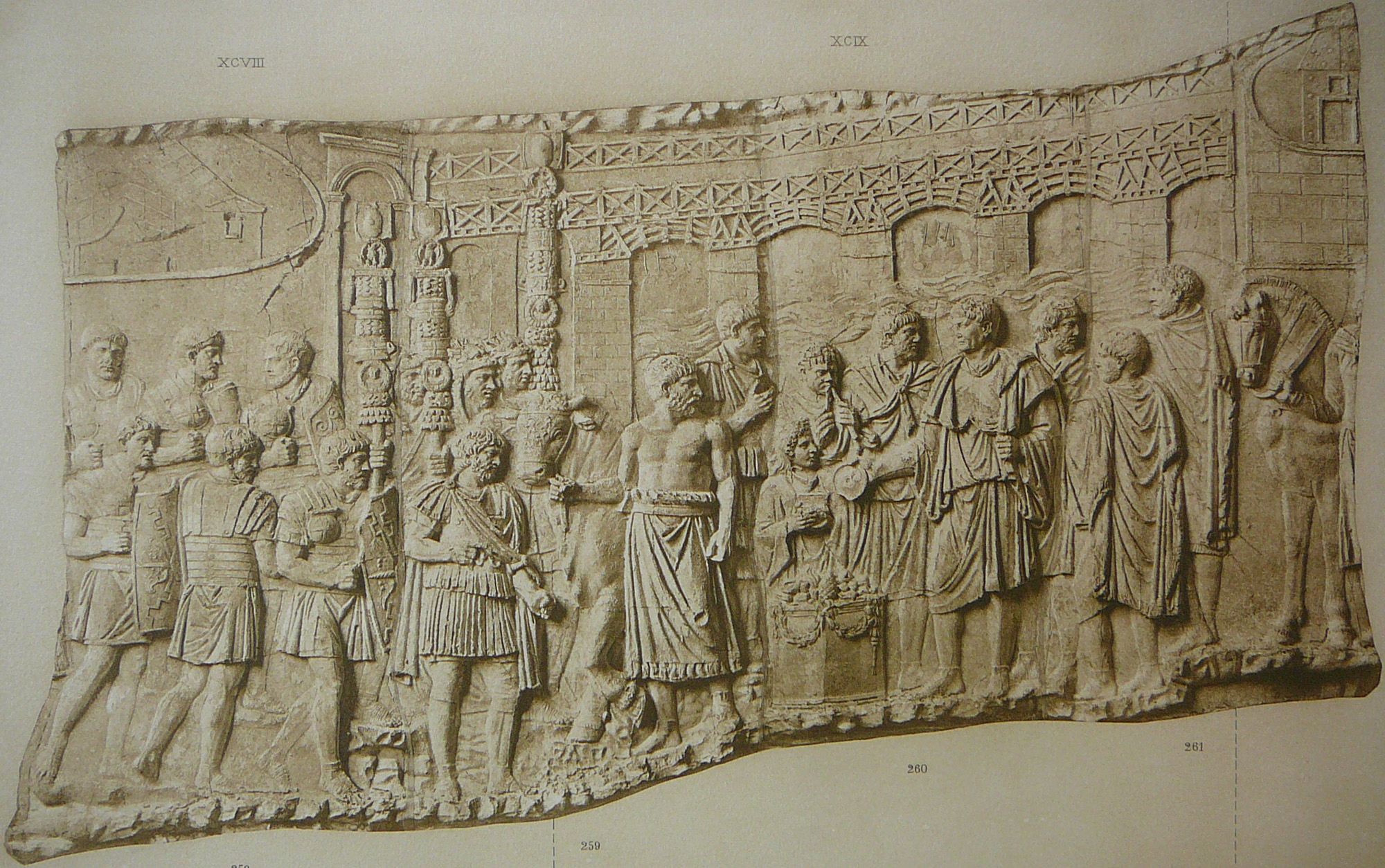
Rilievo del ponte sulla Colonna traiana, mostra dei segmenti d'arco appiattiti, poggianti sugli alti piloni in muratura. In primo piano l'imperatore Traiano offre sacrifici e libagioni nei pressi del Danubio.

L'attraversamento di corsi d'acqua, a seconda della loro dimensione, rappresentava un'altra difficoltà che il genio doveva essere in grado di risolvere in uno dei seguenti tre modi:
- in alcuni casi l'armata di terra poteva chiedere il supporto della flotta per l'attraversamento, tramite imbarcazioni messe a loro disposizione;
- in altri, le barche potevano essere affiancate, le une alle altre legandole insieme, sempre grazie al supporto della flotta, e sopra di esse si provvedeva a costruirvi un ponte;[9]
- in altri ancora, gli ingegneri erano costretti a costruire ponti in legno oppure in pietra,[11] a seconda del loro utilizzo e alla durata minima necessaria dell'opera progettata, tanto che alcuni ponti di pietra di epoca romana sopravvivono ancora oggi. La durata di questi ultimi ponti è stata resa possibile dall'uso innovativo della chiave di volta. Uno dei più notevoli esempi di ponti militari in legno è quello costruito da Gaio Giulio Cesare sul fiume Reno presso Coblenza, ponte completato in soli dieci giorni (lungo poco meno di 500 metri). Per quanto concerne quelli in muratura basta ricordare invece quello costruito da Traiano sul Danubio, lungo ben 1135 metri.[10]
- ricordiamo che durante l'assedio di Aquileia del 238 da parte delle armate di Massimino Trace, dopo un primo tentativo di attraversare il fiume Isonzo in piena, fallito completamente con l'annegamento di numerosi ausiliari germanici,[12] gli ingegneri romani misero insieme un ponte servendosi delle botti per spedire il vino (utilizzate dagli abitanti della zona).[13]

(Erodiano, Storia dell'impero dopo Marco Aurelio, VIII, 4.4.)

#### Realizzazione di canali navigabili per la flotta
Una delle opere di idraulica-militare rimaste tra le più famose in epoca romana, fu quella realizzata da Druso maggiore nel corso delle sue campagne militari condotte contro le popolazioni germaniche dei Frisi, a nord della foce del fiume Reno attorno agli anni 12-11 a.C. (fossa Drusi) e riutilizzata in seguito anche dal figlio Germanico nel corso delle campagne degli anni 14-16. Questa fossa aveva lo scopo di congiungere il fiume Reno con lo Zuiderzee, per permettere alla flotta romana di raggiungere più velocemente il mare del Nord, lontano dai rischi delle tempeste. Altro canale artificiale navigabile fu poi la fossa Corbulonis, costruita dal generale romano Gneo Domizio Corbulone quando fu Legatus Augusti pro praetore della Germania inferiore, attorno al 47.

### A supporto degli assedi di città nemiche

#### Opere d'assedio
|  |  |

Soprattutto durante il periodo imperiale, ma anche nel tardo periodo repubblicano, l'esperienza del genio militare fu impiegato, non solo in lavori di routine, ma anche in costruzioni di straordinario valore ingegneristico come dimostrano le opere realizzate in fase di assedio di città nemiche, sviluppate anche per diverse decine di chilometri. Il primo tra i più famosi, fu quello di Veio che secondo la leggenda durò dieci anni (come quello di Troia) dal 406 al 396 a.C.
Va ricordato che le città sotto assedio potevano essere prese in uno dei seguenti modi:
1. per fame (occorreva più tempo, ma minor perdite di vite umane da parte degli assalitori), creando tutto intorno alla città assediata una serie di fortificazioni che impedissero al nemico di approvvigionarsi o peggio di scappare, sottraendosi all'assedio, nella speranza di condurre gli assediati alla resa (es.Alesia del 52 a.C.) o alla morte (es. Assedio di Veio del 396 a.C. o Numanzia del 133 a.C. o Masada del 74).
2. con un massiccio attacco frontale, impiegando una grande quantità di armati, artiglieria, rampe e torri d'assedio (es. Avarico nel 52 a.C. o Gerusalemme nel 70 o Sarmizegetusa Regia nel 106[16]). L'esito finale era normalmente più veloce ma con un alto prezzo in perdite di armati da parte dell'assalitore romano.
3. con un attacco improvviso e inatteso, che non desse al nemico assediato il tempo di ragionare (es. a Gergovia nel 52 a.C., dove però l'attacco romano, non ebbe esito positivo).[17]

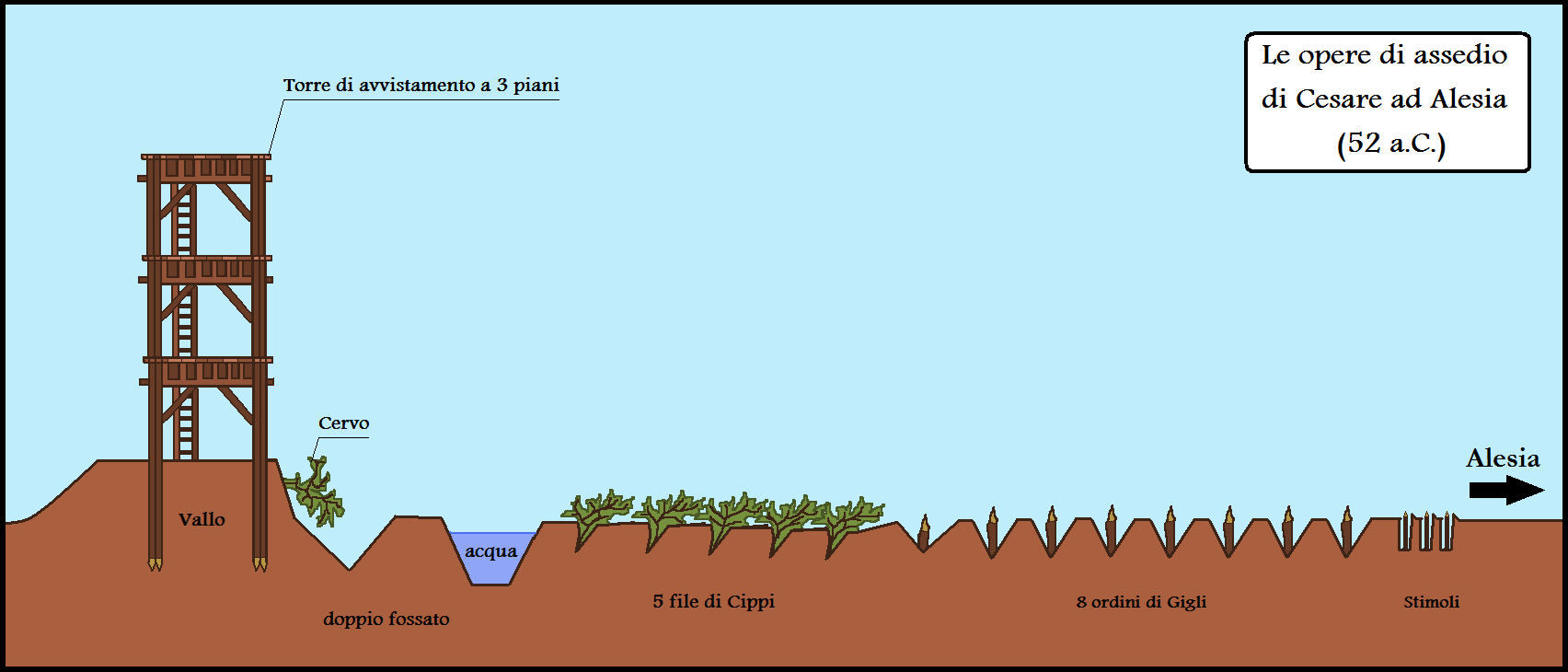
Ricostruzione grafica delle fortificazioni realizzate dal gruppo dei genieri di Cesare durante l'assedio di Alesia (52 a.C.).

Nel primo caso, come ad esempio ad Alesia, Cesare, per garantire un perfetto blocco degli assediati, ordinò la costruzione di una serie di fortificazioni, chiamate "controvallazione" (interna) e "circonvallazione" (esterna), attorno all'oppidum gallico. Tali opere furono realizzate a tempo record in tre settimane, la prima "controvallazione" di quindici chilometri tutto intorno all'oppidum nemico (pari a dieci miglia romane) e, all'esterno di questo, per altri quasi ventun chilometri (pari a quattordici miglia).
Le opere comprendevano anche due valli (uno esterno e uno interno) sormontati da una palizzata; due fosse, la più vicina delle quali alla fortificazione, fu riempita con l'acqua dei fiumi circostanti; tutta una serie di trappole e profonde buche (dal "cervus" sul fronte del vallo sotto la palizzata, a cinque ordini di "cippi", otto di "gigli" e numerosi "stimoli"; quasi un migliaio di torri di guardia presidiate dall'artiglieria romana, ventitré fortini ("castella"), quattro grandi campi per le legioni (due per ciascun castrum) e quattro campi per la cavalleria, legionaria, ausiliaria e germanica. Furono necessarie considerevoli capacità ingegneristiche per realizzare una tale opera, ma non nuove per uomini come gli edili romani, che solo pochi anni prima, in dieci giorni, avevano costruito un ponte attraverso il Reno con somma meraviglia dei Germani.
Nel secondo caso, come successe ad Avarico, poiché la natura del luogo impediva di cingere la città con una linea fortificata continua, come invece fu poi possibile ad Alesia, Cesare dovette costruire una gigantesca rampa d'assedio (larga quasi 100 metri e alta 24 metri), con grande dispendio di energie e perdite di uomini a causa delle continue sortite che gli assediati compivano mentre i Romani erano intenti a costruire, come ci racconta lo stesso Cesare:
(Cesare, De bello Gallico, VII, 22.)

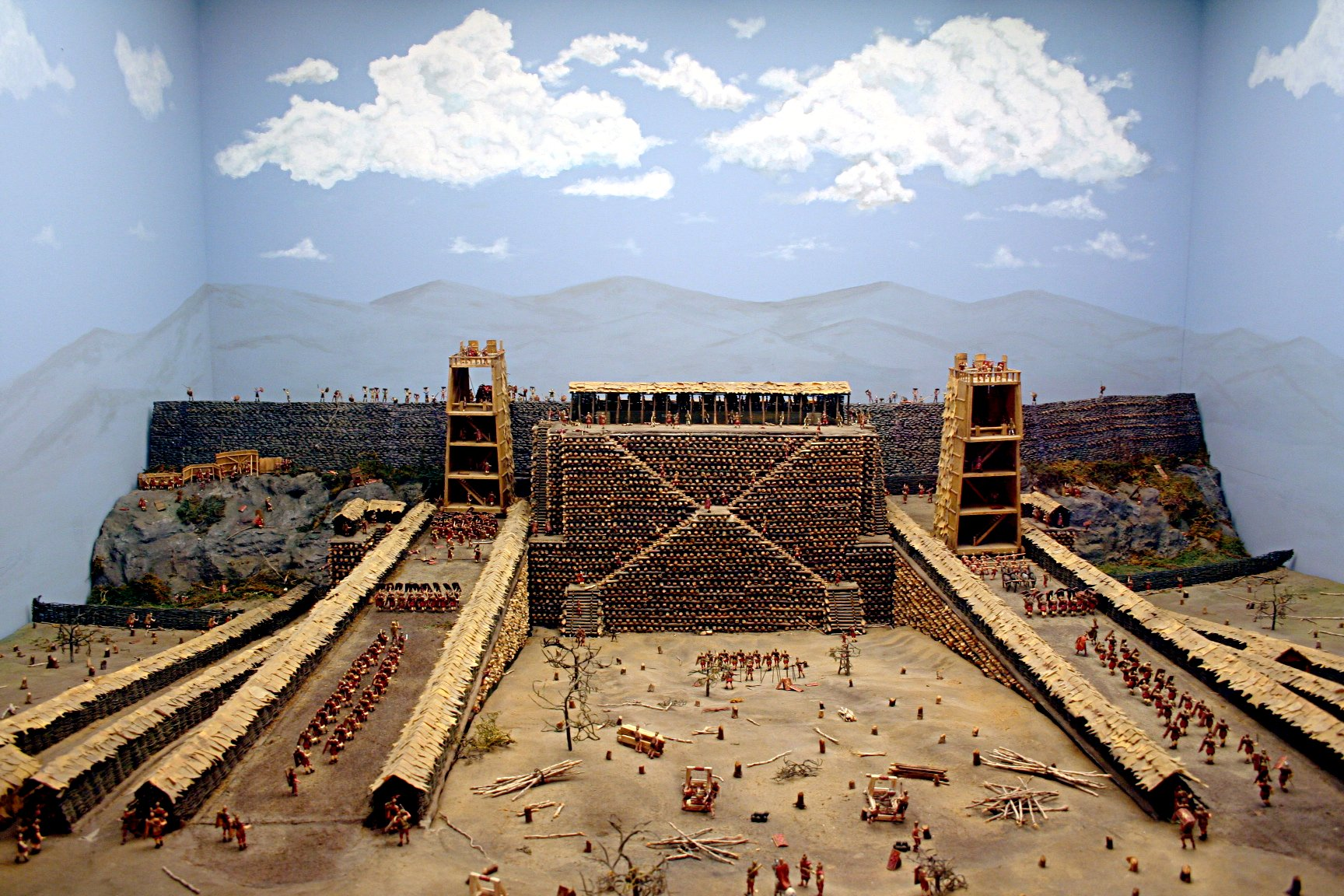
Ricostruzione dell'assedio di Avarico.

Alla fine però i Romani riuscirono a superare le difese nemiche dopo 27 giorni d'assedio, quando Cesare approfittò di un temporale per avvicinare una delle torri d'assedio alle mura della città, nascondendo molti dei soldati all'interno delle vineae, e al segnale convenuto riuscendo a irrompere con grande velocità sugli spalti della città.

#### Costruzione di macchine e altri strumenti di assedio
Il primo impiego di macchine da guerra da parte dei Romani risalirebbe al 502 a.C. in occasione dell'assedio di Suessa Pometia, condotto con vineae e altre strutture non ben definite. Da ciò se ne deduce che in quella circostanza già vi fossero tecnici militari per la costruzioni dei primi strumenti di poliorcetica.
Benché la maggior parte della macchine d'assedio fu il risultato di un mero adattamento di quelle dei Greci, i Romani furono abili ingegneri per tecnica e velocità di esecuzione, così come introdussero alcune variazioni innovative nel campo delle baliste (si confronti a tal proposito il noto testo di Marco Vitruvio Pollione, il De Architectura) dell'epoca di Augusto).
L'impiego però di una vera e propria artiglieria risalirebbe però alla seconda guerra punica. Sappiamo infatti da Polibio che durante l'assedio di Lilibeo (del 250 a.C., durante la prima delle guerre puniche) furono impiegate solo macchinari e strumenti non da lancio, come arieti, vinea e torri d'assedio. È quindi successivo lo sviluppo dell'artiglieria romana.
In sostanza possiamo dividere le armi d'assedio romane in due grandi categorie:
- quelle  atte a scardinare o a superare le mura delle città nemiche degli assediati, ereditate dalla vicina Magna Grecia, come l'ariete, la falce murale, il muscolo, l'osservatorio, il pluteo, la rampa d'assedio, la sambuca, la scala d'assedio, la testuggine, il tolleno, la torre d'assedio o elepoli e la vinea.
- quelle da lancio, utilizzate anche nel corso delle battaglie campali a partire dal III secolo a.C., come la balista, la carrobalista, la catapulta, la cheirobalista, l'onagro e lo scorpione.

### A difesa dei territori delle province romane

#### Difese "puntuali": forti e fortezze permanenti

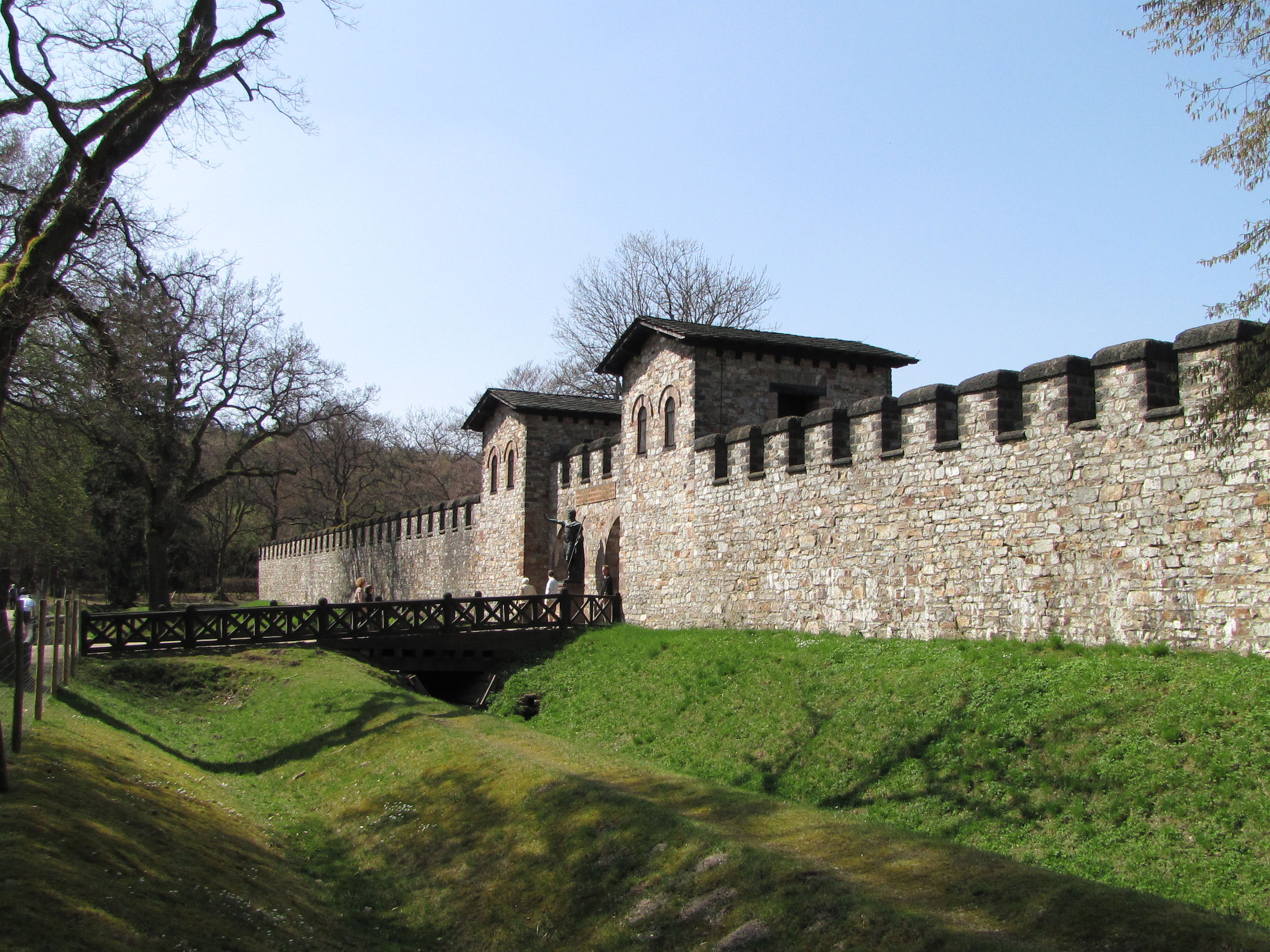
Esempio di ricostruzione di castra stativa del forte ausiliario di Saalburg.

L'accampamento "semi-permanente" adottato dai Romani fin dei tempi della Repubblica (cfr. guerre puniche), corrispondeva ai cosiddetti castra hiberna, vale a dire a quel genere di castra che potesse permettere alle truppe, di mantenere uno stato di occupazione e di controllo militare/amministrativo continuativo dei territori provinciali ancora in via di romanizzazione. Fu solo, però, grazie ad Augusto (30-29 a.C.) che si ottenne una prima e vera riorganizzazione del sistema di difese dell'Impero romano, acquartierando in modo permanente legioni e auxilia in fortezze e forti permanenti (castra stativa), non solo quindi per l'inverno (castra hiberna) lungo l'intero limes.
Le fortezze legionarie permanenti derivavano la loro struttura dagli accampamenti di marcia o "da campagna". La loro struttura era pertanto similare, pur avendo rispetto ai castra mobili, dimensioni ridotte, pari normalmente a 16-20 ettari. È vero anche che, almeno fino a Domiziano (89 d.C.), erano presenti lungo il limes alcune fortezze legionarie "doppie" (dove erano acquartierate insieme due legioni, come ad es. a Castra Vetera e a Mogontiacum), con dimensioni che si avvicinarono ai 40 ettari. A partire però da Diocleziano e dalla sua riforma tetrarchica, le dimensioni delle fortezze andarono sempre più diminuendo, poiché le legioni romane erano state ridotte alla metà degli effettivi.
I forti delle unità ausiliarie (chiamati castella), che ricordiamo potevano contenere cohors di fanteria o alae di cavalleria o cohors equitatae (unità miste), avevano invece misure molto diverse le une dalle altre, a seconda anche che contenessero unità quingenarie (di 500 armati circa) o milliarie (di 1.000 armati circa). Ad esempio, una cohors peditata quingenaria (500 fanti circa) veniva alloggiata in 1,2-1,5 ettari, mentre un'ala milliaria poteva necessitare di uno spazio molto ampio per alloggiare 1.000 armati e altrettanti cavalli (3,5-7 ettari, come a Porolissum).
Sappiamo poi che all'interno del genio, il mensor aveva il compito di:
- realizzare gli edifici interni come i baraccamenti dei legionari, il Praetorium del legatus legionis, i Principia, il Valetudinarium (ospedale militare) fino agli Horrea (granai);
- oltre alla riparazione delle macchine da guerra.[28]

Nelle fortezze erano, inoltre, attive alcune fabricae, che producevano sia le armi, sia i mattoni (le cosiddette tegulae), poste sotto la direzione di un magister fabricae, assistito da un optio fabricae e di un doctor fabricae.

#### Difese lineari:limeslungo i confini del mondo romano

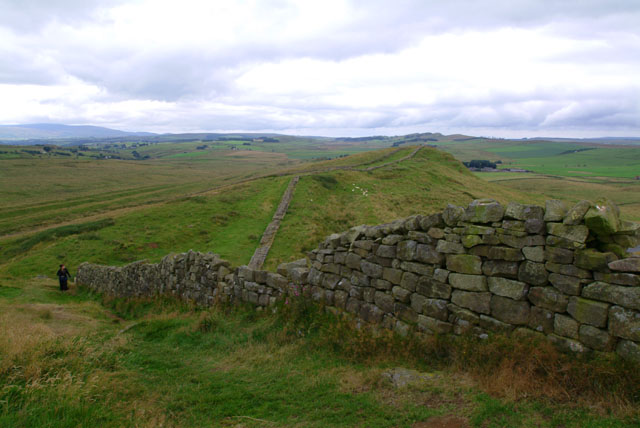
Tratto del vallo di Adriano in Britannia, nei pressi di Greenhead.

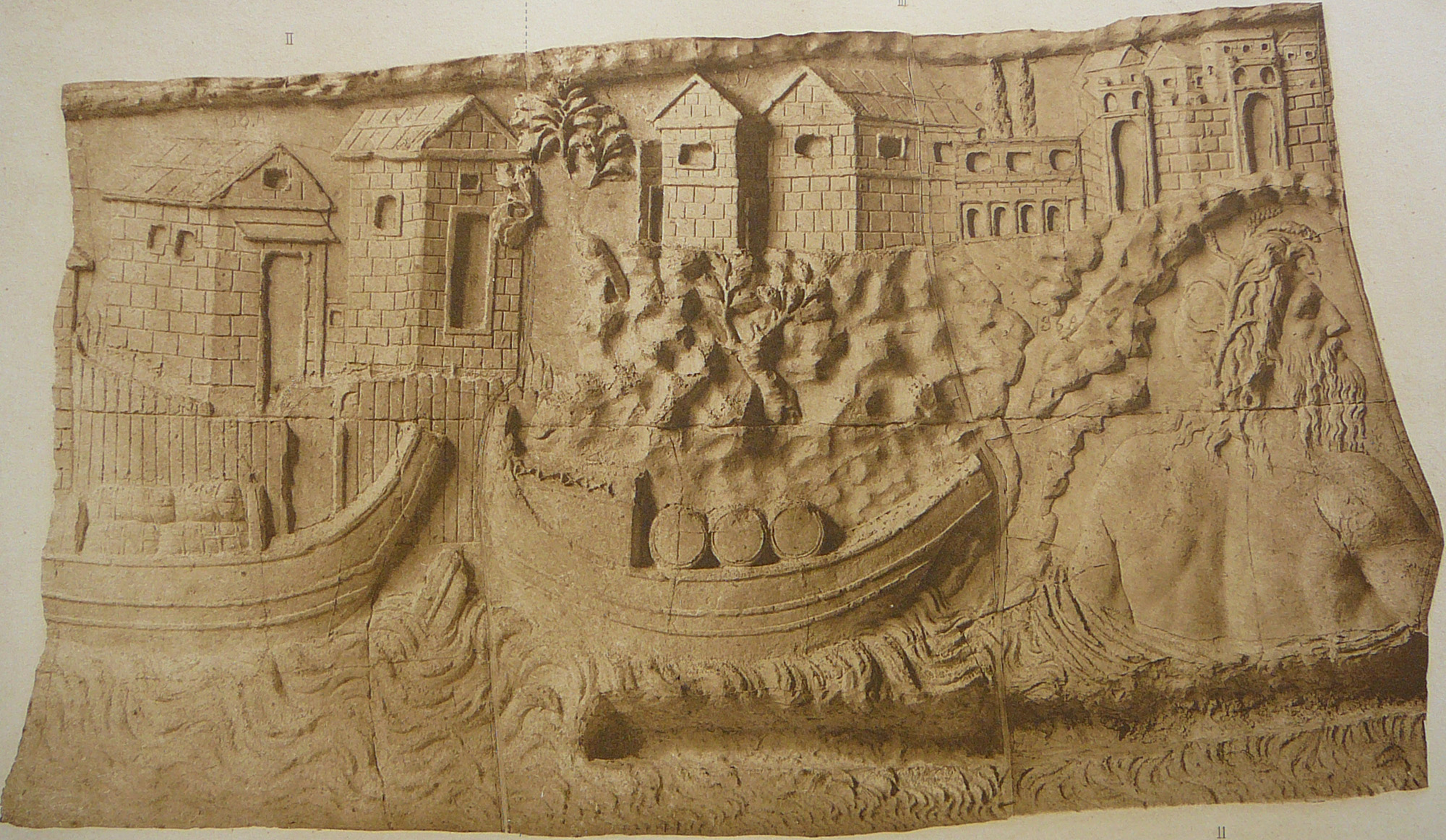
Raffigurazione di un tratto di limes lungo il Danubio, dalla Colonna traiana.

La difesa delle province romane avvenne nel corso dei secoli con la costruzione di tutta una serie di opere di fortificazione lungo i confini imperiali, oppure attraverso una via di penetrazione (una strada, possibilmente lungo un corso fluviale) nei territori appena occupati (come avvenne in Germania al tempo di Augusto) lungo la quale furono posizionati forti ausiliari o fortezze legionarie oltre a torri di avvistamento (turris).
Nel primo caso le barriere erano costruite con un terrapieno (agger di terra), una palizzata in legno o un muro in pietra (a partire dal principato di Adriano), e un fossato antistante, come nel caso del vallo di Adriano, di quello Antonino, del limes Porolissensis o di quello germanico-retico.
Ogni tratto di frontiera era, inoltre, "seguita" parallelamente e in tutta la sua estensione, da una strada presidiata a intervalli regolari, da forti (castella), fortini (burgi) di unità ausiliarie, oltre a torrette (turris) e postazioni di avvistamento/controllo (stationes), dove erano distaccate unità di truppe ausiliarie o fortezze legionarie.
Raffigurazioni del limes romano le possiamo trovare nei fregi della Colonna Traiana e di quella di Marco Aurelio, dove le scene iniziali rappresentano la riva destra del Danubio, con tutta una serie di posti di guardia, forti, fortezze, difesi da palizzate, cataste di legna e covoni di paglia che, se incendiati, servivano come postazioni di segnalazione avanzata.

### Costruzioni civili delle truppe in tempo di pace

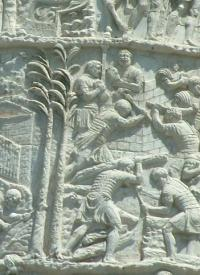
Particolare con soldati impegnati in lavori di disboscamento, prima della costruzione di una strada.

L'esercito romano prendeva, inoltre, parte a progetti di costruzione per uso civile. Ciò capitava soprattutto in periodi di pace, quando i soldati non erano impegnati in campagne militari. Il loro utilizzo si rendeva necessario per ovviare a un loro ingente costo che ne sarebbe derivato da un loro mancato utilizzo.
Il coinvolgimento dei soldati nella costruzione di opere pubbliche, aveva anche la funzione di tenerli ben addestrati al duro lavoro fisico, oltre a tenerli occupati, evitando così potessero covare un qualche sentimento di ammutinamento nei confronti del potere centrale, nel caso fossero risultati inattivi.
I militari, insieme ai civili, erano così impegnati nella costruzione non solo di strade, ma anche di intere città (come accadde attorno al 100, sotto Traiano con Timgad), di acquedotti, porti, canali di navigazione, tunnel (come nel caso di Béjaïa in Algeria, grazie a un librator della legio III Augusta), oltre a drenare i terreni e permettere di coltivarli. In alcuni rari casi i soldati erano anche impiegati nel settore minerario.

### Fonti primarie
- Ammiano Marcellino, Le Storie (testo latino a fronte), a cura di A. Salem, UTET 2007, ISBN 9788802077123
- Cesare, De bello Gallico.
- Frontino, Strategemata, II.
- Livio, Ab Urbe condita libri, V.
- Plinio il Giovane, Lettere, X. C. Plinii Caecilii Secundi Epistolarum libri decem: et Panegyricus - Caius Plinius Caecilius Secundus - Google Libri
- Plutarco, Vita di Romolo.
- Polibio, Storie, VI, 19-42.
- Pseudo-Igino, De munitionibus castrorum.
- Sallustio, Bellum Iugurthinum, LXXXVI.
- Vegezio, L'arte della guerra (Epitoma rei militaris), Oscar Mondadori - Classici Greci e Latini (testo a fronte), 2001. ISBN 88-1710-645-3

### Fonti secondarie
- E.Abranson e J.P. Colbus, La vita dei legionari ai tempi della guerra di Gallia, Milano 1979.
- G.Cascarino, L'esercito romano. Armamento e organizzazione, Vol. I - Dalle origini alla fine della repubblica, Rimini 2007.
- G.Cascarino, L'esercito romano. Armamento e organizzazione, Vol. II - Da Augusto ai Severi, Rimini 2008. ISBN 9788884741738
- P.Connolly, L'esercito romano, Milano 1976.
- P.Connolly, Greece and Rome at war, Londra 1998. ISBN 1-85367-303-X
- A.K.Goldsworthy, The Roman Army at War, 100 BC-AD 200, Oxford - N.Y 1998.
- A.K.Goldsworthy, Storia completa dell'esercito romano, Modena 2007. ISBN 978-88-7940-306-1
- L.Keppie, The Making of the Roman Army, from Republic to Empire, Londra 1998.
- Y.Le Bohec, L'esercito romano da Augusto alla fine del III secolo, Roma 1992, VII ristampa 2008.
- Y.Le Bohec, Armi e guerrieri di Roma antica. Da Diocleziano alla caduta dell'impero, Roma 2008. ISBN 978-88-430-4677-5
- E.Luttwak, La grande strategia dell'Impero romano, Milano 1991.
- A.Milan, Le forze armate nella storia di Roma Antica, Roma 1993.
- G.Webster, The Roman Imperial Army, Londra - Oklahoma 1998.